# Cantonul La Trinité
Cantonul La Trinité este un canton din arondismentul La Trinité, Martinica, Franța.

## Comune
| Comune     | Populație (1999) | Cod poștal | Cod INSEE |
| ---------- | ---------------- | ---------- | --------- |
| La Trinité | 13.923           | 97220      | 97230     |